# Tiroli S-Bahn
A Tiroli S-Bahn egy S-Bahn hálózat Tirolban, Ausztriában. A hálózaton a forgalom 2009. december 13.-án indult meg, jelenleg hat vonalból áll, melyen 68 állomás és megálló található. Napjainkban napi 42 ezer ember veszi igénybe a Tiroli S-Bahn vonatait.

## Vonalak
Az S-Bahn vonalai normál nyomtávolságúak és végig villamosítottak 15 kV 16,7 Hz-cel. A vonatok 15-30-60 percenként járnak, ütemesen a mára már 271 km-esre bővült hálózaton.
| Az S-Bahn Tirol járatai és állomásai | Az S-Bahn Tirol járatai és állomásai | Az S-Bahn Tirol járatai és állomásai | Az S-Bahn Tirol járatai és állomásai                                             | Az S-Bahn Tirol járatai és állomásai |
| Járatszám                            | Vasútvonal                           | Vonalszám                            | Állomások                                                                        |                                      |
| ------------------------------------ | ------------------------------------ | ------------------------------------ | -------------------------------------------------------------------------------- | ------------------------------------ |
| S1                                   | Drautalbahn                          | 223                                  | Lienz – Spittal-Millstättersee (– Friesach – St. Veit an der Glan)               |                                      |
| S2                                   | Drautalbahn, Pustertalbahn           | 223                                  | Lienz – Sillian – San Candido/Innichen (– Fortezza/Franzensfeste)                |                                      |
| S3                                   | Brennerbahn, Unterinntalbahn         | 300, 301                             | (Hall in Tirol –) Innsbruck Hbf – Steinach in Tirol (– Brennero/Brenner)         |                                      |
| S4                                   | Arlbergbahn, Unterinntalbahn         | 300, 301, 400                        | Kufstein – Innsbruck Hbf – Telfs-Pfaffenhofen (–Landeck-Zams)                    |                                      |
| S5                                   | Arlbergbahn, Unterinntalbahn         | 300, 301, 400                        | Jenbach – Hall in Tirol – Innsbruck Hbf – Ötztal (– Imst-Pitztal – Landeck-Zams) |                                      |
| S6                                   | Mittenwaldbahn                       | 410                                  | Innsbruck Hbf – Seefeld (– Scharnitz – Garmisch-Partenkirchen – München Hbf)     |                                      |
| S7                                   | Außerfernbahn                        | 410                                  | Garmisch-Partenkirchen – Reutte in Tirol – Pfronten-Steinach                     |                                      |
| S8                                   | Salzburg-Tirol-vasútvonal            | 201                                  | Wörgl Hbf – St. Johann in Tirol – Hochfilzen (– Saalfelden)                      |                                      |
| REX1                                 | Arlbergbahn                          | 400                                  | Innsbruck Hbf – Landeck-Zams                                                     |                                      |
| REX2                                 | Unterinntalbahn                      | 300                                  | Innsbruck Hbf – Wörgl Hbf (– Kufstein)                                           |                                      |
| REX3                                 | Salzburg-Tirol-vasútvonal            | 200, 201                             | Wörgl Hbf – Hochfilzen – Saalfelden (– Schwarzach-St. Veit – Salzburg Hbf)       |                                      |
| ZB1                                  | Zillertalbahn                        | 310                                  | Jenbach – Mayrhofen                                                              |                                      |